# François-Marie de Verthamon d'Ambloy
François-Marie de Verthamon d'Ambloy est un homme politique français né le 5 février 1754 à Bordeaux (Gironde) et décédé le 8 août 1830 à Saint-Germain-en-Laye (Yvelines).
Colonel, il est député de la noblesse aux États généraux de 1789 pour la sénéchaussée de Bordeaux. Il siège dans la minorité hostile aux réformes. Il émigre en 1791 et s'engage dans l'armée des princes. Il rentre en France en 1815 et devient maréchal de camp en 1817.

## Sources
- « François-Marie de Verthamon d'Ambloy », dans Adolphe Robert et Gaston Cougny, Dictionnaire des parlementaires français, Edgar Bourloton, 1889-1891 [détail de l’édition]